# Claudia Fritsche
Claudia Mündle, coniugata Fritsche (Mauren, 26 luglio 1952), è una diplomatica liechtensteinese.

## Biografia
È nata a Mauren nel 1952 da Franz Mündle e Hilda Egger.
Dopo aver lavorato come segretaria personale del primo ministro Alfred Hilbe, tra il 1970 e il 1974, entrò nel giugno del 1978 all'Ufficio degli Affari Esteri del Liechtenstein. È stata segretaria delle delegazioni parlamentari del Liechtenstein al Consiglio d'Europa (CdE), all'Associazione europea di libero scambio e alla missione del Principato a Strasburgo.
Dal febbraio 1983 al maggio 1990 fu al CdE come vice rappresentante permanente del Liechtenstein. Dall'aprile 1987 fino all'agosto 1990 rappresentò il Governo al Comitato europeo per l'uguaglianza tra donne e uomini (CEEG), presiedendo nel frattempo l'analogo comitato liechtensteinese.
Nel luglio 1987 fu assegnata come primo segretario e incaricato d'affari all'ambasciata del Principato a Berna, e con le stesse mansioni presso la missione a Vienna nel settembre del 1989. Dopo l'entrata del Liechtenstein nell'Organizzazione delle Nazioni Unite (ONU) nel 1990, su proposta del Governo fu nominata rappresentante permanente all'ufficio dell'ONU a New York da Giovanni Adamo II, ricoprendo l'incarico fino al settembre 2002. Nel dicembre del 2000 iniziò a ricoprire il ruolo di ambasciatrice non residente negli Stati Uniti d'America (USA).
Durante la 48ª sessione dell'Assemblea generale delle Nazioni Unite (UNGA) è stata vicepresidente e membro dell'UNGA, e dal giugno 1999 al settembre 2002 ha presieduto l'Associazione Internazionale dei Rappresentanti Permanenti all'ONU. Con la fine del suo servizio a New York, a ottobre divenne il primo ambasciatore del Liechtenstein residente negli USA, concludendo il mandato nel 2016.
Nel maggio del 2016 ricevette il titolo di Dottore in Scienze Umanistiche dalla Salve Regina University di Newport. Il 1⁰ gennaio 2019 ha assunto l'incarico di delegata dell'UNICEF Svizzera e Liechtenstein, per poi recarsi in viaggio in Ruanda nel dicembre 2023 con Martina Sochin-D'Elia; fa parte della Commissione Raccolta fondi.

## Vita privata
Nel 1980 sposò l'austriaco Manfred Fritsche.